# Madame Grassot
Pour les articles homonymes, voir Grassot.
Françoise Billard, dite Mme Fanny Grassot, est une actrice française, née à Paris le 12 décembre 1810 et décédée à la maison de retraite Rossini, rue Mirabeau à Paris, le 23 juin 1892.

## Biographie
Françoise Billard naît le 12 décembre 1810, rue de la Bourbe, dans l'ancien 12ème arrondissement de Paris. Elle est la fille de Pélagie Billard, domestique originaire de l'Oise, et de père inconnu. 
Elle commence sa carrière de comédienne dans des troupes ambulantes, avant d'être engagée au théâtre du Gymnase en 1833 pour une année. Après un séjour de deux années à Rouen, entre 1835 et 1837, Françoise Billard revient à Paris en 1838. Elle joue dès lors principalement au théâtre du Palais-Royal. 
Elle épouse l'acteur Paul Grassot à Paris, le 29 mai 1852. 

## Théâtre
- 1838 : La Cachucha de Lubize et Desvergers, Théâtre du Gymnase
- 1839 : Gabrielle de Jacques-François Ancelot, Théâtre du Palais-Royal
- 1839 : Les Victimes de la clôture, Théâtre du Palais-Royal
- 1839 : Les Trois quenouilles des frères Coignard, Théâtre du Palais-Royal
- 1839 : Les Premières armes de Richelieu, de Jean-François Bayard et Philippe Dumanoir, Théâtre du Palais-Royal
- 1839 : Bob, ou le Forgeron de Saint Patrick de Paul Duport, Théâtre du Palais-Royal
- 1840 : La Journée aux éventails d'Emmanuel Théaulon, Théâtre du Palais-Royal : Madame de Pompadour
- 1840 : Le Nouveau Bélisaire, Théâtre du Palais-Royal
- 1842 : Le Capitaine Charlotte, de Jean-François Bayard et Philippe Dumanoir, Théâtre du Palais-Royal
- 1844 : Fiorina de Melesville et Carmouche, Théâtre du Palais-Royal